# Alina Borioli
Alina Borioli (Quinto, 23 november 1887 - aldaar, 14 juli 1965) was een Zwitserse schrijfster en dichteres uit het kanton Ticino.

## Biografie
Alina Borioli was een dochter van Davide Borioli en van Marina Togni. Ze was lerares en gaf les in Lavorgo (Chiggiogna) en in Russo alvorens ze in Genève pedagogie zou gaan studeren aan het Institut Rousseau. Nadat ze echter blind was geworden, legde ze zich voornamelijk toe op het schrijven en bestudeerde ze sprookjes, legendes, historische verhalen, spreekwoorden en de volkstradities uit de Valle Leventina in het kanton Ticino.
Borioli werd vooral bekend vanwege haar gedicht in het dialect Ava Giuana, waarin ze aan de hand van een personage van een oude vrouw die diep gehecht is aan haar omgeving op een dromerige manier de tragedies van de bergen oproept alsook de tegenslagen van een archaïsche wereld die alleen leegte en eenzaamheid achterlaat.

## Werken
- (it)  La vecchia Leventina, 1926.